# Vassy (Calvados)
Pour les articles homonymes, voir Vassy.
Vassy est une ancienne commune française, située dans le département du Calvados en région Normandie, devenue le 1er janvier 2016 une commune déléguée au sein de la commune nouvelle de Valdallière.
Elle est peuplée de 1 686 habitants.

## Géographie
La commune est à l'est du Bocage virois. L'atlas des paysages de la Basse-Normandie la place à l'est de l'unité du bassin de Vire caractérisée par « un moutonnement de basses collines schisteuses […] ordonnées en bandes alignées à l’est ». Son bourg est à 10 km à l'ouest de Condé-sur-Noireau, à 13 km au nord-est de Tinchebray, à 16 km au nord-ouest de Flers et à 16 km à l'est de Vire.
La voie principale desservant Vassy est la route départementale 512 (ancienne RN812) menant de Vire (à l'ouest) à Condé-sur-Noireau (à l'est, par le bourg de Saint-Germain-du-Crioult). Le territoire étendu (3 101 hectares) est sillonné de nombreuses autres départementales dont la plupart passent par le bourg. La 26 part vers le nord en direction d'Aunay-sur-Odon par Danvou-la-Ferrière, de même que la 106, mais par Lassy et Saint-Jean-le-Blanc, cette dernière se prolongeant au sud vers Flers par Saint-Pierre-d'Entremont. Les D 108, 310 et 310a mènent vers le nord-est respectivement vers les bourgs de Saint-Vigor-des-Mézerets, Pontécoulant et La Chapelle-Engerbold. La D 309a, après un kilomètre sur le territoire de Vassy, prend le nom de D 54 pour rejoindre Moncy au sud-ouest dans le département limitrophe de l'Orne. Caen est accessible par Condé-sur-Noireau ou par Aunay-sur-Odon et l'autoroute A84.
Vassy est entièrement situé dans le bassin de la Druance et donc du fleuve l'Orne. La commune se partage en deux principaux vallons qui sillonnent la commune d'ouest en est. Le bourg est dans le vallon le plus au sud, celui parcouru par l'un des deux principaux affluents de la Druance, le Tortillon. Le nord du territoire est arrosé par un affluent du Tortillon, la Rocque. La Ségande, autre affluent du Tortillon, fait fonction de limite avec La Chapelle-Engerbold au nord-est, tandis qu'un autre affluent, le Gourguesson est mitoyen avec Saint-Germain-du-Crioult à l'est (limite prolongée par le Tortillon).
Le point culminant (260 m) est situé sur une colline à proximité du château de Vassy et de la limite avec Le Theil-Bocage et Pierres. Le relief, tout en étant assez vallonné, n'est pas aussi marqué que d'autres parties du Bocage virois et les points de vue sont assez étendus. Le point le plus bas (103 m) est à la sortie du Tortillon du territoire communal, à l'extrême est, à la limite avec La Chapelle-Engerbold et Saint-Germain-du-Crioult.
La pluviométrie annuelle avoisine les 950 mm.
Les lieux-dits sont, du nord-ouest à l'ouest dans le sens horaire, la Tirardière, la Pigeonnerie, la Croix Verte, la Tirelière, la Herbelière, les Masures, la Torcherie, la Calbasserie, le Vautirel, le Châtel, la Rivière, les Chevrettes, le Moulin à Huile, le Buisson, la Mare, la Planche d'Aunay, les Haies, la Rue, l'Épine, la Hamelet, la Poulinière, la Faltière, la Bertinière, les Chennières, la Haute Bosnière (nord), le Hamel Angot, la Costarderie, Glatigny, la Trillerie, les Hauts Vents, l'Angotière, Romilly, la Couarde, la Bosnière, la Mare, le Besnier, Aligny, l'Hôpital, la Haize, la Motte, le Vivier, la Haillerie, l'Aunay, la Mahière, la Bretonnière, Canresort, les Aulnayes, le Val, la Michelière, la Sauvagère, la Quesnelière, la Lorinière, la Chaise, la Cosnerie, la Grellerie, la Faverie, la Gueslière, Grémesnil, la Biotière, la Poulardière, la Bardellière, la Tallière, la Painière, Courval, la Bas Cagny (est), le Haut Cagny, le Petit Cagny, la Mansardière, la Baille, la Fosse, Brémesnil, le Hamel aux Durands, la Gannetière, le Chesnay, Rouvel, Gourgesson, Cabot, les Valaisières, la Poterie, la Fossardière, la Grésilière, le Bois Rouvel (sud), les Vanets, le Bourg, le Chêne Creux, les Landes, la Basse Moissonnière, l'Abbaye, la Cancerie, les Pestils, la Picaudière, la Barbairie, la Parenterie, le Bas Crouen (ouest), la Fouquerie, le Château de Vassy, Lasserie et les Logettes.
| Le Theil-Bocage (comm. nouv. de Valdallière) | La Rocque (comm. nouv. de Valdallière), Saint-Vigor-des-Mézerets | La Chapelle-Engerbold (comm. nouv. de Condé-en-Normandie)    |
| Pierres (comm. nouv. de Valdallière)         | Vassy                                                            | Saint-Germain-du-Crioult (comm. nouv. de Condé-en-Normandie) |
| Rully (comm. nouv. de Valdallière)           | Moncy (Orne)                                                     | Saint-Germain-du-Crioult (comm. nouv. de Condé-en-Normandie) |

## Toponymie
Le nom est attesté sous les formes : Vadeium, Vadcium, et Vadceium en 1107, [Sires de] Waacie 1160 - 1170, Vaceium en 1187, Vaacey en 1303.
Le nom de Vassy serait d'origine celtique. Il serait formé des termes was ou waes, composé lui-même de deux mots primitifs wa « voie, passage » et ez ou aes « eau » et désignerait un « terrain, pré, marais que l'eau recouvre et abandonne successivement ». La finale ce ou cy signifierait « lieu, emplacement ». Ce type d'explication est généralement emprunté à des ouvrages antérieurs au développement de la linguistique et aux travaux sur la phonétique historique. Tout d'abord, ses conclusions ne sont pas basées sur une analyse rigoureuse des formes anciennes, ensuite elles ne tiennent pas compte des règles de la phonétique historique, inconnues à l'époque, qui engendrent, dans ce cas, des évolutions phonétiques comparables à celles constatées dans la langue d'oïl à partir du bas latin, enfin, elles reposent sur des mots « celtiques » mal analysés ou encore complètement inconnus des dictionnaires du celtique ancien comme celui de Georges Dottin ou de Xavier Delamarre.
Les toponymistes s'accordent sur la nature du second élément, c'est-à-dire le suffixe gallo-roman *-ACU désignant la propriété, issu du gaulois *-āko(n), suffixe locatif à l'origine. En effet, les formes médiévales font état de la lénition du [k] et la désinence est fréquemment latinisée en -eium dans les documents mentionnant également les mêmes toponymes sous la forme -acum, voire -acus. Ainsi, un texte évoque Vaciacum en 1247 à propos de Vassy à Taingy dans l'Yonne.
En ce qui concerne l'étymologie du premier élément :
- Albert Dauzat et Charles Rostaing[13] proposent le nom de personne gallo-roman Vassius ou Vaccius et l'associent également aux noms de lieux Vaïssac (Tarn-et-Garonne), Vassé (Sarthe, de Vaceio), Vassy (Yonne, Vaixi 1466). En outre, ils voient dans Gacé, une formation identique avec le nom de personne Vassius ;
- Ernest Nègre[13] reprend l'hypothèse des précédents (sans toutefois relier Vassy à Vassé ni à Gacé) ;
- René Lepelley, quant à lui, se contente du nom de personne Vassius[14].

Remarques : la 1re mention, Vadeium de 1107, est probablement une cacographie, à moins qu'il ne s'agisse d'un hypothétique nom de personne *Vadacius, proposé par Ernest Nègre, uniquement pour Vassé. Quant à la forme utilisée par Wace, elle relève vraisemblablement d'une confusion liée au passage de [w] à [v] dans la prononciation en normand septentrional au XIIe, mais elle n'est pas étymologique, puisque les toponymes présentant un [w] étymologique sont encore notés avec le graphe W- parfois jusqu'au XIVe siècle (parfois alternativement avec la forme présentant un G- initial, ce qui correspond à une évolution « francienne » de [w]). Wassy (Haute-Marne, Finis Vuaseacinsis, 662, Vuasciacus, 1066-80, Waseium, 1171, Waissi) peut difficilement contenir le même anthroponyme.
Le gentilé est Vasséen.

## Histoire
Au XIe siècle est édifiée une motte castrale à la suite de l'abandon d'une autre établie auparavant à Moncy. C'est de cette place défensive, siège d'une baronnie, que Hugues, seigneur de Waacie, part rejoindre les compagnons de Guillaume le Conquérant à Dives pour la conquête. À la suite de la victoire, ses deux fils, Robert et Yves reçurent des seigneuries anglaises, Yves et sa descendance s'y établissant. De cette branche sont issues plusieurs personnalités de l'histoire anglaise puis écossaise comme Eustache de Vescy (en) qui épouse Marguerite, fille illégitime de Guillaume Ier d'Écosse et son petit-fils Guillaume de Vesci (en), prétendant à la couronne lors de la crise de succession écossaise de 1290-1292.
Épargné par les bombardements stratégiques alliés à l'issue de la Seconde Guerre mondiale, Vassy est libéré de l'occupation allemande le 15 août 1944 par les soldats de la 11e division blindée britannique (4th battalion King's Shropshire Light Infantry (en) et Inns of Court Regiment (en)).
Le 1er janvier 2016, Vassy intègre avec treize autres communes la commune de Valdallière créée sous le régime juridique des communes nouvelles instauré par la loi no 2010-1563 du 16 décembre 2010 de réforme des collectivités territoriales. Les communes de Bernières-le-Patry, Burcy, Chênedollé, Le Désert, Estry, Montchamp, Pierres, Presles, La Rocque, Rully, Saint-Charles-de-Percy, Le Theil-Bocage, Vassy et Viessoix deviennent des communes déléguées et Vassy est le chef-lieu de la commune nouvelle.

## Politique et administration

### Tendances politiques et résultats
Candidats ou listes ayant obtenu plus 5 % des suffrages exprimés lors des dernières élections politiquement significatives :
- Régionales 2015[19] :
  - 1er tour (50,40 % de votants) : Union de la droite (Hervé Morin) 28,35 %, FN (Nicolas Bay) 27,67 %, Union de la gauche (Nicolas Mayer-Rossignol) 11,71 %, DVG (Alexandra Lecœur) 10,70 %, EÉLV (Yanic Soubien) 7,47 %, DLF (Nicolas Calbrix) 6,45 %.
  - 2e tour (61,58 % de votants) : Union de la droite (Hervé Morin) 40,38 %, FN (Nicolas Bay) 31,30 %, Union de la gauche (Nicolas Mayer-Rossignol) 28,32 %.
- Européennes 2014[20] (42,26 % de votants) : FN (Marine Le Pen) 28,86 %, UMP (Jérôme Lavrilleux) 23,45 %, PS-PRG (Gilles Pargneaux) 8,82 %, DLR (Jean-Philippe Tanguy) 8,82 %, UDI - MoDem (Dominique Riquet) 8,42 %, EÉLV (Karima Delli) 7,82 %.
- Législatives 2012[21] :
  - 1er tour (60,55 % de votants) : Jean-Yves Cousin (UMP) 43,63 %, Alain Tourret (PRG) 37,45 %, Marie-Françoise Lebœuf (FN) 11,07 %.
  - 2e tour (60,24 % de votants) : Jean-Yves Cousin (UMP) 51,31 %, Alain Tourret (PRG) 48,69 %.
- Présidentielle 2012[22] :
  - 1er tour (83,72 % de votants) : Nicolas Sarkozy (UMP) 27,22 %, Marine Le Pen (FN) 21,05 %, François Hollande (PS) 19,83 %, François Bayrou (MoDem) 14,13 %, Jean-Luc Mélenchon (FG) 8,89 %.
  - 2e tour (84,94 % de votants) : Nicolas Sarkozy (UMP) 51,13 %, François Hollande (PS) 48,87 %.
- Européennes 2009[23] (38,58 % de votants) : Majorité présidentielle (Dominique Riquet) 27,39 %, LV (Hélène Flautre) 15,35 %, Centre-MoDem (Corinne Lepage) 12,86 %, FN (Marine Le Pen) 10,17 %, PS (Gilles Pargneaux) 9,54 %, Ext-G (Christine Poupin) 8,3 %, DVD (Frédéric Nihous) 5,19 %.

### Administration municipale
| Période                                  | Période       | Identité             | Étiquette | Qualité                     |
| ---------------------------------------- | ------------- | -------------------- | --------- | --------------------------- |
| 1923                                     | 1930          | V. Haye              |           |                             |
| 1930                                     | 1935          | Élie Marie           |           |                             |
| 1935                                     | 1950          | Gustave Heude        |           |                             |
| 1950                                     | 1971          | Pierre Benoist d'Azy |           |                             |
| 1971                                     | mars 2008     | Pierre Geoffroy      | DVD       | Vétérinaire                 |
| mars 2008                                | décembre 2015 | Michel Roca          | DVD       | Médecin, conseiller général |
| Les données manquantes sont à compléter. |               |                      |           |                             |

Le conseil municipal était composé de dix-neuf membres, dont le maire et trois adjoints. Ces conseillers intègrent au complet le conseil municipal de Valdallière le 1er janvier 2016 jusqu'en 2020 et Michel Roca, élu maire de Valdallière, devient également maire délégué de Vassy.

## Démographie
En 2021, la commune comptait 1 686 habitants. Depuis 2004, les enquêtes de recensement dans les communes de moins de 10 000 habitants ont lieu tous les cinq ans (en 2006, 2011, 2016, etc. pour Vassy) et les chiffres de population municipale légale des autres années sont des estimations.
Vassy a compté jusqu'à 3 276 habitants en 1841.
| 1793  | 1800  | 1806  | 1821  | 1831  | 1836  | 1841  | 1846  | 1851  |
| ----- | ----- | ----- | ----- | ----- | ----- | ----- | ----- | ----- |
| 3 150 | 3 144 | 3 028 | 3 135 | 3 243 | 3 270 | 3 276 | 3 196 | 3 250 |

| 1856  | 1861  | 1866  | 1872  | 1876  | 1881  | 1886  | 1891  | 1896  |
| ----- | ----- | ----- | ----- | ----- | ----- | ----- | ----- | ----- |
| 3 137 | 3 080 | 2 947 | 2 822 | 2 681 | 2 635 | 2 507 | 2 365 | 2 212 |

| 1901  | 1906  | 1911  | 1921  | 1926  | 1931  | 1936  | 1946  | 1954  |
| ----- | ----- | ----- | ----- | ----- | ----- | ----- | ----- | ----- |
| 2 120 | 2 142 | 2 038 | 1 699 | 1 622 | 1 610 | 1 638 | 1 704 | 1 590 |

| 1962  | 1968  | 1975  | 1982  | 1990  | 1999  | 2006  | 2011  | 2016  |
| ----- | ----- | ----- | ----- | ----- | ----- | ----- | ----- | ----- |
| 1 521 | 1 410 | 1 450 | 1 601 | 1 611 | 1 649 | 1 718 | 1 798 | 1 712 |

| 2019  | - | - | - | - | - | - | - | - |
| ----- | - | - | - | - | - | - | - | - |
| 1 701 | - | - | - | - | - | - | - | - |

## Économie et tourisme
La commune de Vassy est située dans le Bocage normand à proximité de la Suisse normande et de la ville de Vire : randonnée pédestre, fermes pédagogiques, piscine.
La commune a abrité la publication de deux titres de presse sous la Troisième République : le Journal de Vassy  en 1897, puis Le Courrier de Vassy de 1897 à 1914.

## Lieux et monuments

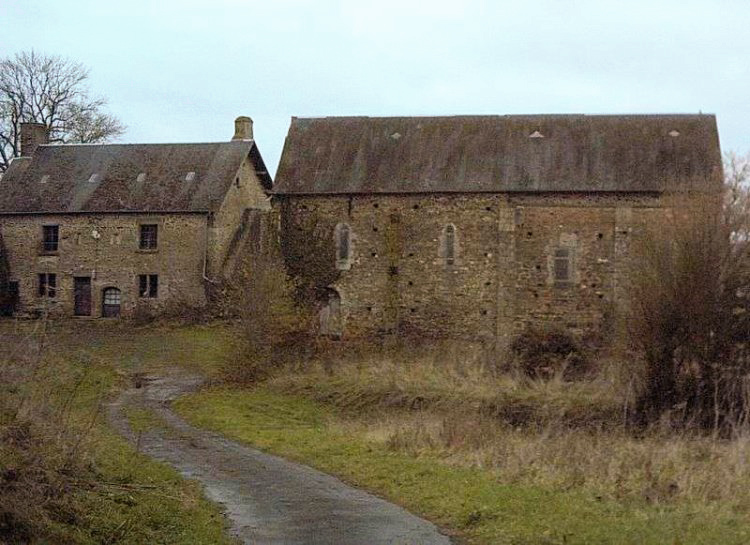
La commanderie de Courval : manoir du commandeur et chapelle.

- Chapelle templière classée au titre des monuments historiques[31] par arrêté du 2 septembre 1994, seul reste notable de la commanderie de Courval.
- L'église Saint-Martin-Notre-Dame-et-Saint-André, datée du XIIIe siècle[32].
- Vestige d'un château du XVIIIe siècle démoli volontairement après la Seconde Guerre mondiale.
- Maison forte de Cagny du XVe siècle, remaniée au XVIIe siècle[33].

## Activité, label, manifestations

### Label
La commune est un village fleuri (trois fleurs) au concours des villes et villages fleuris.

### Sports
- Le Football club intercommunal du Bocage fait évoluer une équipe de football en division de district[35].
- Lors de la 6e étape du Tour de France 2011, un sprint intermédiaire s'est déroulé à Vassy remporté par le Français Anthony Roux devant Leonardo Duque et Lieuwe Westra.

### Jumelages
- Triefenstein (Allemagne) depuis 2013[36].

## Personnalités liées à la commune
- Saint Pierre Maubant (1803 à Vassy - 1839), missionnaire catholique des Missions étrangères de Paris, martyr de Corée.
- Raymond Lebreton (1941 à Vassy - 2022), coureur cycliste.

## Héraldique
| Blason de Vassy | Blason  | D’argent à trois tourteaux de sable.             |
| Blason de Vassy | Détails | Le statut officiel du blason reste à déterminer. |